# Renormalizacja
Renormalizacja – grupowanie modeli fizycznych w równoważne sobie postacie.
W ramach takiej procedury, układ fizyczny, opisywany równaniami zawierającymi skomplikowane oddziaływania reprezentowane przez człony nieliniowe, może zostać sklasyfikowany do tej samej klasy, co inny układ, czasem liniowy lub ten sam układ, ale dla innych wartości tzw. stałych sprzężenia, odpowiadających za „siłę” wyrazów nieliniowych. Innymi słowy przechodzimy z jednego modelu o ustalonych wartościach parametrów w równaniach do innego modelu o innych wartościach parametrów. Technika grupy renormalizacji pozwala ocenić, kiedy takie przejście jest właściwe, oraz często pozwala uzyskać znaczne uproszczenie opisu.
Praktyczna realizacja renormalizacji jest różna w różnych dziedzinach fizyki. Wyróżnia się przy tym dwa podejścia: związane z mechaniką statystyczną i związane z teorią pola. Podejście związane z mechaniką statystyczną pozwala uniezależnić opis układu od skali zjawiska, co jest owocne w opisie przejść fazowych, natomiast podejście związane z kwantową teorią pola pozwala uniezależnić przewidywania teorii od tzw. cut-off – parametru obcięcia.

## Mechanika statystyczna
W fizyce statystycznej renormalizacja polega zwykle na usunięciu z układu nieistotnych stopni swobody (np. drgań układu o bardzo wysokich częstościach, jeśli obserwujemy układ drgający z niższą rozdzielczością czasową) przy jednoczesnym zastąpieniu ich pewnymi członami zastępującymi je w sposób pośredni.
Operacje te można formalnie powtarzać, zaś interesujący nas opis fizycznego układu dostajemy, gdy wykonamy nieskończenie wiele takich kroków, uzyskując tzw. punkt stały – granicę, w której kolejny krok usuwania nieistotnych stopni swobody nie zmienia sposobu opisu układu. Uważa się, że taki opis jest właściwy, skoro bowiem usunięcie nieistotnych elementów opisu nie ma wpływu na opis, to jest to jak najbardziej pożądana sytuacja.

## Kwantowa teoria pola
W kwantowej teorii pola renormalizacja jest procedurą pozwalającą pozbyć się nieskończonych wartości niektórych wielkości fizycznych.
Teorie związane z kwantową teorią pola dają zwykle skończone i poprawne wartości wielkości mierzalnych, takich jak prawdopodobieństwa rozpraszania cząstek czy czasy życia układów złożonych jak nukleony, o ile założy się, że wartości parametrów modelu mają nieskończone wartości. Innymi słowy np. wartość parametru {\displaystyle q} o wymiarze ładunku elektrycznego, reprezentującego ładunek na przykład elektronu musi mieć wartość nieskończoną, aby poprawnie opisać cząstki jądrowe i ich reakcje.
Nie jest to jednak problem fizyczny, gdyż wartości tego parametru nie jesteśmy w stanie zmierzyć. Pomiarowi podlega pewien efektywny „ładunek” {\displaystyle Q,} który jest wynikiem „oddziaływania” (w formie matematycznego sprzężenia) pomiędzy parametrem {\displaystyle q} o nieskończonej wartości i innych wielkości występujących w teorii. Owa wartość {\displaystyle Q} jest skończona i wynosi dokładnie {\displaystyle e,} czyli jest równa ładunkowi elementarnemu plus pewne poprawki wynikające z kwantowych własności próżni.
Innymi słowy: wychodzimy z teorii fizycznej zadanej przez pewien zespół parametrów {\displaystyle (m_{1},\dots ,m_{i-1},q,m_{i+1},\dots ,m_{k})} i okazuje się, że fizycznie poprawne wyniki dostajemy, gdy z parametrem {\displaystyle q} przejdziemy do granicy w nieskończoności. Jednocześnie wartości tych parametrów, które są mierzalne, okazują się uzyskiwać skończone wartości. Procedurę pozwalającą wybrać właściwą granicę i dokonać owego przejścia granicznego nazywamy właśnie renormalizacją.
Innym obrazem pozwalającym zrozumieć procedurę renormalizacji jest postępowanie pozwalające na uniezależnienie się od tzw. parametru obcięcia cut-off.

### Teorie renormalizowalne
Teorię nazywa się renormalizowalną, jeżeli renormalizacja wymaga dodania skończonej liczby kontrczłonów. Jest tak, kiedy wszystkie wyrazy oddziaływania w lagranżjanie spełniają warunek
{\displaystyle \Delta _{i}\equiv 4-d_{i}-\sum _{f}n_{if}(s_{f}+1)\geqslant 0}
dla każdego ({\displaystyle i}-tego) wyrazu, gdzie {\displaystyle d_{i}} jest liczbą pochodnych, {\displaystyle n_{if}} – liczbą pól typu {\displaystyle f,} a {\displaystyle s_{f}} odpowiada zwykle spinowi pól, chociaż dla pól cechowania wynosi zero.
Oddziaływanie nazywa się nierenormalizowalnym lub (w perturbacyjnej mechanice statystycznej) nieistotnym, jeśli {\displaystyle \Delta _{i}<0,} renormalizowalnym lub marginalnym jeśli {\displaystyle \Delta _{i}=0} i superrenormalizowalnym lub istotnym, jeśli {\displaystyle \Delta _{i}>0.}
Wbrew nazwie również teorie nierenormalizowalne można renormalizować, chociaż wymaga to uwzględnienia nieskończenie wielu parametrów (wszystkich oddziaływań dopuszczanych przez symetrie teorii). Wymóg renormalizowalności przyniósł jednak wiele sukcesów, ponieważ przy założeniu, że teoria jest teorią efektywną, niskoenergetycznym przybliżeniem bardziej fundamentalnej teorii (która nie musi być teorią pola, jak np. teoria strun), jej stałe sprzężenia są rzędu {\displaystyle g_{i}\approx M^{\Delta _{i}},} gdzie {\displaystyle M} jest pewną dużą masą, czyli są małe dla {\displaystyle \Delta _{i}<0}.

## Ujęcie matematyczne
Bardziej formalnie renormalizacja jest procesem działania pewnej półgrupy {\displaystyle P,} zwanej półgrupą renormalizacji, na zbiorze parametrów teorii fizycznej {\displaystyle M=(m_{1},m_{2},m_{3},\dots ,m_{k})} tak, że w wyniku dostaniemy nową teorię o parametrach {\displaystyle M'=(m_{1}',m_{2}',m_{3}',\dots ,m_{k}'),} co zapisujemy równaniem {\displaystyle PM=M'}, gdzie {\displaystyle P} jest działaniem półgrupy renormalizacji na zespół parametrów {\displaystyle M} dającym w wyniku zespół parametrów {\displaystyle M'.}
Jeśli chcemy, aby operacja taka była poprawna z fizycznego punktu widzenia, musimy ją rozpatrywać w punkcie stałym {\displaystyle M^{*}} mającym znaczenie fizyczne (kroki pośrednie mogą go być pozbawione), w którym {\displaystyle PM^{*}=M^{*}.}